# Distretto di Leonor Ordóñez
Il distretto di  Leonor Ordóñez è uno dei trentaquattro distretti della provincia di Jauja, in Perù. Si trova nella regione di Junín e si estende su una superficie di 20,34   chilometri quadrati.